# Pigostilo

Scheletro di piccione; il pigostilo è indicato con il n° 17.

Il pigostilo (dal greco antico πυγή, pugế, «gluteo» e στῦλος, stûlos, «pilastro», «colonna») è un osso del codrione degli uccelli. Deriva dalla fusione delle ultime tre o quattro vertebre caudali. Funge da supporto alle grandi piume della coda, le rettrici, che costituiscono la coda dell'uccello propriamente detta.
Il fossile più antico dotato di pigostilo è Hongshanornis longicresta, ma tale struttura era già presente in alcuni dinosauri non aviani, come Nomingia, del gruppo dei Caenagnathidae. Si tratta quindi di un carattere apparso ben prima dello sviluppo dei primi uccelli.